# Exit Planet Dust
Exit Planet Dust — дебютный альбом британского электронного дуэта The Chemical Brothers, выпущенный в Соединённом Королевстве 26 июня 1995 года и в США 15 августа 1995 года).
Песня Song To The Siren — официально первая песня The Chemical Brothers.

## Об альбоме
Название «Exit Planet Dust» — это ссылка на изменение названия от их первоначального «The Dust Brothers».
В 2004 году альбом был выпущен вместе с альбомом Dig Your Own Hole (1997) в ограниченном издании, как часть EMI’s «2CD Originals» collection.

## Список композиций
1. Leave Home 5:32
2. In Dust We Trust 5:17
3. Song To The Siren 3:16
4. Three Little Birdies Down Beats 5:38
5. Fuck Up Beats 1:25
6. Chemical Beats 4:50
7. Chico`s Groove 4:48
8. One Too Many Mornings 4:13
9. Life Is Sweet 6:33
10. Playground For A Wedgeless Firm 2:31
11. Alive Alone 5:16